# Stenoptilia pneumonanthes
Stenoptilia pneumonanthes là một loài bướm đêm thuộc họ Pterophoridae. Nó được tìm thấy ở miền trung châu Âu.
Sải cánh dài 17–22 mm. Con trưởng thành bay từ tháng 5 đến tháng 9.
Young larvae feed on the flowers và buds của Gentiana pneumonanthe và Gentiana cruciata. Later instars also feed on the flowers, but may also feed on foliage. Pupation takes place on the stem hoặc part of the flower. The pupal stage lasts khoảng 2 weeks.